# Thomas Guldhammer
Thomas Guldhammer er en tidligere professionel cykelrytter fra Vejle, Danmark.